# Flipou
Flipou es una localidad y comuna francesa situada en la región de Alta Normandía, departamento de Eure, en el distrito de Les Andelys y cantón de Fleury-sur-Andelle.

## Demografía
| 177 | 217 | 223 | 275 | 310 | 310 |
| Para los censos de 1962 a 1999 la población legal corresponde a la población sin duplicidades (Fuente: INSEE [Consultar]) |     |     |     |     |     |

## Administración

### Entidades intercomunales
Flipou está integrada en la Communauté de Communes de l'Andelle . Además forma parte de diversos sindicatos intercomunales para la prestación de diversos servicios públicos:
- Syndicat de voirie de Fleury sur Andelle .
- Syndicat des eaux du Vexin normand (S.E.V.N.) .
- Syndicat interco pour gestion gymnases et équip. sport. collèges de Fleury et de Romilly sur Andelle
- Syndicat de transport d'élèves du CES de Fleury
- Syndicat de l'électricité et du gaz de l'Eure (SIEGE)
- Syndicat intercommunal de l'aérodrome d'Etrépagny Gisors
- Syndicat Intercommunal pour l'Etude, le Suivi et l'Animation d'une Opération programmée d'Améliorati
- S.I.V.O.S d'Amfreville s/s les monts, Flipou, Heuqueville et Vatteville .
- Syndicat de constr. et de gestion de l'ensemble aquatique et ludique de l'Andelle

### Riesgos
La prefectura del departamento de Eure incluye la comuna en la previsión de riesgos mayores  (enlace roto disponible en Internet Archive; véase el historial, la primera versión y la última). por la presencia de cavidades subterráneas.